# Nemeritis canaliculata
Nemeritis canaliculata là một loài tò vò trong họ Ichneumonidae.